# Børge Jensen Ulfstand
Børge Jensen Ulfstand, död 1558, var en dansk adelsman.
Børge Jensen Ulfstand var son till Jens Holgersen Ulfstand. Han förlänades Tommerups klosterlän 1535–1540, Strö i Skåne 1542–1558 och hövitsman på Laholms slott 1543–1551.

## Källa
- Landshövdingeberättelser från Hallands län 1705–1718, Hallands museiförening s. XXXVII